# 아이소플루레인
이소플루레인(영어: isoflurane)은 흡입성 마취제의 일종이다.
이소플루레인은 같은 흡입성 마취제의 일종인 할로세인과 같은 부식성이 없고 이소플루레인과는 이성질체인 엔플루레인보다 안정하다. 전체적으로 이소플루레인은 중증의 합병증을 일으키지 않아 할로겐화탄화수소 마취제 중에서 가장 흔하게 사용된다.
이소플루레인은 아밀로이드 전구체 단백질을 비정상적으로 가수 분해시켜 베타-아밀로이드를 형성하는 베타-세크레타아제의 활성을 증가시켜 베타-아밀로이드 의존성 아포토시스에 의한 신경 세포의 파괴를 촉진시킨다.

## 같입 보기
- 마취제